# (100474) 1996 TB35
(100474) 1996 TB35 es un asteroide perteneciente al cinturón de asteroides, descubierto el 11 de octubre de 1996 por el equipo del Spacewatch desde el Observatorio Nacional de Kitt Peak, Arizona, Estados Unidos.

## Designación y nombre
Designado provisionalmente como 1996 TB35.

## Características orbitales
1996 TB35 está situado a una distancia media del Sol de 2,739 ua, pudiendo alejarse hasta 2,931 ua y acercarse hasta 2,547 ua. Su excentricidad es 0,070 y la inclinación orbital 9,710 grados. Emplea 1656 días en completar una órbita alrededor del Sol.

## Características físicas
La magnitud absoluta de 1996 TB35 es 15,6. Tiene 3,446 km de diámetro y su albedo se estima en 0,094.